# Aeroporto di Tachikawa
L'aeroporto di Tachikawa (立川飛行場) è un aeroporto giapponese definito come nazionale dalle autorità aeronautiche locali, situato a Tachikawa, città conurbata nella capitale Tokyo.

## Dati tecnici
La struttura, posta all'altitudine di 95 m sul livello del mare, è dotata di un unico terminal e di una sola pista d'atterraggio con fondo in asfalto e cemento, lunga  900 m e larga 45 m con orientamento 01/19.

## Uso della struttura
L'aeroporto è utilizzato come base militare della Eastern Air Wing dal Ministero della Difesa giapponese e sorge a fianco dell'attuale Shōwa Kinen Park, un grande parco pubblico gestito dal Governo giapponese che si estende sull'area dove si trovava il vecchio Tachikawa Airfield e la vecchia base militare statunitense operativa dal 1945 al 1969 e della quale ancora esistono abbandonate le strutture principali.
L'ampliamento, nel 1957, della pista d'atterraggio della base statunitense portò allo scoppio di violenti scontri e gravi disordini presso Takishawa: nel luglio di quell'anno in tutto il Giappone montò una protesta popolare contro la presenza statunitense e in particolare a Takishawa la rivolta, che prese il nome di caso Sunagawa portò all'arresto di un numero di persone che vennero poi, nel 1959, sollevate dall'accusa di interferenza negli affari statunitensi.
Fra il 1924 e il 1945 il vecchio campo di volo giapponese fu sede della Tachikawa Hikōki, azienda aeronautica di velivoli militari.